# شيفون
الشيفون نوع من الأقمشة الخفيفة والشفافة، يتميز بملمسه الناعم ولمعته الخفيفة، ويُستخدم كثيرًا في صناعة الملابس النسائية وخاصة الفساتين، الأوشحة، والستائر الخفيفة. للشيفون نوعان هما المجعد والمفرود، إذ أن المجعد منه يكون منفوش المظهر وقوي التحمل ويعطي مظهر كبير للجسم، أما النوع الثاني فهو الشيفون المفرود ذو الملمس الناعم للغاية. غسيل الملابس المصنوعة من الشيفون يجب أن يكون بماء بارد أو غسيل جاف وعلى اليد أفضل من الغسالة الأوتوماتيك، مع الابتعاد عن استخدام أي مبيضات أو مواد تنظيف فيها مادة الكلور.

## أصل التسمية
أصل تسمية شيفون (Chiffon) يعود إلى اللغة الفرنسية، حيث تعني كلمة «chiffon» في الفرنسية «قطعة قماش رقيقة»، بعض الباحثين اللغويين يجعل الكلمة  من الدخيل العربي في الفرنسية، مشتقةٌ من أصلٍ عربي، من الجذر شَفّ بمعنى «قماش شفاف» واللاحقة الفرنسية «-on»، والتي تُستخدم للإشارة إلى الأسماء الصغرى أو الدونية.

## الخصائص
- التركيب: غالبًا ما يصنع الشيفون من الألياف الصناعية مثل البوليستر أو النايلون، لكنه قد يُصنع أيضًا من الحرير الطبيعي.
- النسيج: نسيج مفتوح وخفيف، مما يجعله شفافًا نسبيًا، ويتميز بنعومة ومرونة معتدلة.
- الوزن: خفيف جدًا، وهذا يجعل الأقمشة منه تتدفق وتتطاير بسهولة مع الحركة.
- المتانة: على الرغم من خفته وشفافيته، إلا أن الشيفون يتمتع بمتانة جيدة نسبيًا.
- اللمعان: له لمعة خفيفة تعطيه مظهرًا أنيقًا وفاخرًا.